# كنونتزية
الكنونتزية (الاسم العلمي: Conwentzia) هي جنس من الحشرات تتبع فصيلة مخروطية الأجنحة من رتبة عرقيات الأجنحة.

## أنواع الكنونتزية
- كنونتزية باريتية
- كنونتزية كاليفورنية
- كنونتزية أليفة الصنوبر
- كنونتزية قاضمية الشكل